# Last Night in Soho
Last Night in Soho is een psychologische horror uit 2021, onder regie van Edgar Wright naar een scenario van Wright en Krysty Wilson-Cairns. De hoofdrollen worden vertolkt door Thomasin McKenzie, Anya Taylor-Joy, Matt Smith, Diana Rigg, Rita Tushingham en Terence Stamp.

## Verhaal
De jonge Eloise verhuist naar Londen om haar modecarrière te beginnen. Tijdens haar dromen belandt ze in de jaren 60 waarbij zij een obsessie ontwikkelt voor de zangeres Sandie. Al snel leiden de gebeurtenissen tot duistere ontdekkingen.

## Rolverdeling
| Acteur            | Personage                           |
| ----------------- | ----------------------------------- |
| Thomasin McKenzie | Eloise Turner                       |
| Anya Taylor-Joy   | Sandie                              |
| Matt Smith        | Jack                                |
| Diana Rigg        | Miss Collins                        |
| Rita Tushingham   | Margaret "Peggy" Turner             |
| Terence Stamp     | Leslie, the Silver Haired Gentleman |
| Michael Ajao      | John                                |
| Jessie Mei Li     | Lara                                |

## Productie
In januari 2019 werd bekendgemaakt dat het volgende project van Edgar Wright een psychologische horror zou worden. Anya Taylor-Joy en Thomasin McKenzie werden een maand later gecast als de twee hoofdpersonages. In juni 2019 werd de casting afgerond met Diana Rigg, Terence Stamp, Rita Tushingham, Michael Ajao en Synnøve Karlsen.
De opnames gingen op 23 mei 2019 van start en eindigden op 30 augustus 2019.

## Release en ontvangst
Last Night in Soho ging in première op het Filmfestival van Venetië op 4 september 2021. Het werd ook vertoond op het Internationaal filmfestival van Toronto in september 2021. De Amerikaanse release stond aanvankelijk gepland voor 25 september 2020, maar werd vanwege de coronapandemie verplaatst naar 23 april 2021. In oktober werd de film voor de tweede keer verschoven naar 22 oktober 2021. Last Night in Soho werd in Nederland op 4 november 2021 uitgebracht door Universal Pictures.
Op Rotten Tomatoes heeft Last Night in Soho een waarde van 74%, gebaseerd op 339 recensies. Op Metacritic heeft de film een gemiddelde score van 67/100, gebaseerd op 47 recensies.